# Зрновци
Зрновци (мкд. Зрновци) су насеље у Северној Македонији, у источном делу државе. Зрновци су седиште истоимене општине Зрновци.

## Географија
Зрновци су смештени у источном делу Северне Македоније. Од најближег града, Кочана, насеље је удаљено 8 km јужно.
Насеље Зрновци се налази у долини реке Брегалнице, на месту где она прави Кочанско поље. Јужно од насеља издиже се планина Плачковица, док северно од насеља тече Брегалница. Надморска висина насеља је приближно 360 метара.
Месна клима је блажи облик континенталне због утицаја Егејског мора (жарка лета).

## Историја
У месту је између 1868-1874. године радила српска народна школа.

## Становништво
Зрновци су према последњем попису из 2002. године имали 2.221 становника.
Претежно становништво у насељу су етнички Македонци (99%), а остало су Срби.
Већинска вероисповест месног становништва је православље.